# Campionati africani di badminton a squadre 2022
I Campionati africani di badminton a squadre 2022 si sono svolti a Kampala, in Uganda, dal 14 al 17 febbraio 2022. È stata la 9ª edizione del torneo, organizzato dalla Badminton Confederation of Africa.

## Podi
| Evento           | Oro     | Argento | Bronzo    |
| Torneo maschile  | Algeria | Egitto  | Sudafrica |
| Torneo maschile  | Algeria | Egitto  | Mauritius |
| Torneo femminile | Egitto  | Uganda  | Mauritius |
| Torneo femminile | Egitto  | Uganda  | Sudafrica |